# Somniloquie
Als Somniloquie bezeichnet man das Sprechen während des Schlafs. Die Bandbreite dieser Parasomnie reicht vom Ausstoßen undifferenzierter Laute bis zur Aussprache von Worten und ganzen Sätzen.
Gewöhnlich tritt das Sprechen während des Schlafs beim Wechsel zwischen verschiedenen Stadien des Non-REM-Schlafs auf, kann aber auch während des REM-Schlafs vorkommen, so dass geträumte Sätze laut ausgesprochen werden.
Somniloquie kann alleine oder neben anderen Schlafstörungen wie z. B. Somnambulismus oder Pavor nocturnus bzw. Pavor diurnus auftreten. Sie tritt bei etwa 50 Prozent aller Kinder auf und verliert sich meist mit der Pubertät, kann aber auch im Erwachsenenalter auftreten (ca. 5 Prozent der Erwachsenen sprechen im Schlaf).
Die Somniloquie an sich ist harmlos, kann jedoch andere in ihrem Schlaf stören. Sie kann vom Schläfer nicht kontrolliert werden, aber psychische Stresssituationen, Fieber und Alkoholeinfluss sind als begünstigende Faktoren bekannt. Eine Behandlung ist gewöhnlich nicht nötig.

## Somniloquie in der Schlafforschung
In der Schlafforschung wird nach Arthur Arkin die Definition von Somniloquie präzisiert. Da bei Berichten über solche Ereignisse eine Zuordnung zu Schlafstadien oft nicht gesichert ist und überdies die Äußerungen oft in Verbindung mit Bewegungen in unterschiedlichem Grad und damit möglichen Weckreaktionen stehen, wird dort die Bezeichnung „Sprechen in Verbindung mit Schlaf“ (in association with sleep), nicht „Sprechen im Schlaf“ (during sleep) gewählt.
Dazu zählen ein oder mehrere klar formulierte Worte oder gemurmelte Worte, die zwar unverständlich sind, jedoch klar den Eindruck von Sprache vermitteln sowie affektive, nicht sprachliche Töne, die eine psychologisch sinnvolle Qualität besitzen wie das Lachen, Weinen, Brummen oder Wimmern. Im Unterschied dazu gehören zu „Äußerungen in Verbindung mit Schlaf“ (sleep utterance) auch nichtsprachliche Laute wie isolierte einsilbige Grunzer, kurzes Stöhnen, Ächzen und Seufzen.
Somniloquie setzt voraus, dass sich die Person der realen Umgebung und des Kontextes nicht in der Weise bewusst ist, wie sie einem wachen Beobachter erscheint.
Bei der Einschätzung der Häufigkeit des Vorkommens muss berücksichtigt werden, dass die Personen sich selbst nicht an den Vorgang erinnern und Angaben auf Fremdbeobachtung basieren. Oftmals schlafen aber die Partner oder Menschen der näheren Umgebung zur fraglichen Zeit ebenfalls, wodurch ein Teil des Vorkommens unentdeckt bleibt. Die Häufigkeit des Vorkommens bei Kindern kann von daher im Verhältnis überbewertet sein, weil Eltern noch wach sind und eine bessere Chance haben, die Ereignisse mitzubekommen.
Hinsichtlich der syntaktischen und semantischen Strukturen, der während des Schlafs geäußerten Worte und Sätze, konnte festgestellt werden, dass diese größtenteils grammatikalisch korrekt sind. Das lässt vermuten, dass das Gehirn während des Schlafs dasselbe neuronale Netz benutzt, das auch bei Wachheit für die Sprachproduktion zuständig ist.

## Somniloquie in der Literatur
In George Orwells 1984 fürchtet sich der Protagonist davor, im Traum verräterische Äußerungen von sich zu geben, welche ihn als Delinquenten entlarven würden.